# Grand Prix de Paris (cyclisme)
Pour les articles homonymes, voir Grand Prix de Paris.
Le Grand Prix de Paris est une ancienne compétition de vitesse de cyclisme sur piste. La compétition s'est déroulée de 1894 à 1993, avec quelques interruptions, sur le vélodrome de la Cipale, dans une partie du bois de Vincennes située jusqu'en 1929 sur le territoire de Charenton-le-Pont, puis rattachée à cette date au 12e arrondissement de Paris. La Cipale, dont la piste a une longueur de 500 mètres, est rebaptisée Jacques-Anquetil en 1987. 

## Histoire

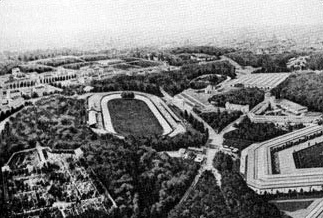
Le vélodrome du bois de Vincennes a accueilli durant près de cent ans le Grand Prix de Paris.

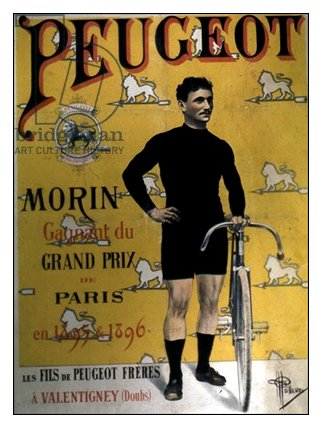
Affiche de Albert Guillaume.

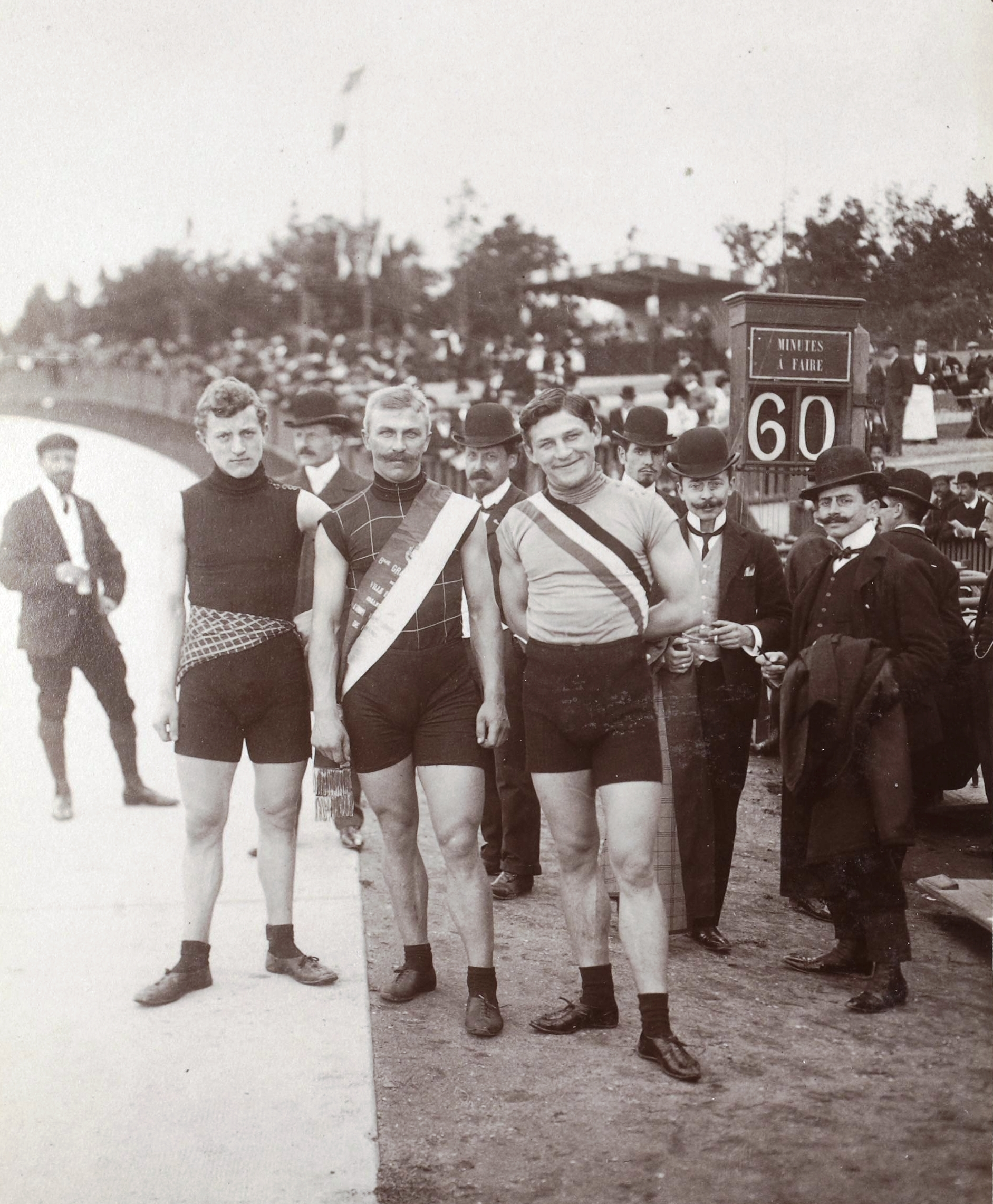
Podium de l'édition 1901 (de gauche à droite) : Walter Rütt, Thorvald Ellegaard et Willy Arend.

L'idée de l'organisation d'un Grand Prix de Paris cycliste vient de Gustave Viterbo, alors secrétaire de l'Association de la presse cycliste (APC). Le Conseil de Paris est invité à parrainer l'épreuve. Le but d'une telle épreuve est de promouvoir l'APC et de doter la capitale d'une grande compétition de vitesse. Le Conseil de Paris accepte après plusieurs mois d'attente de financer la compétition. Un objet d'art en bronze d'une valeur de 2000 francs est finalement mis en jeu pour récompenser le lauréat. L'Américain George A. Banker remporte la première édition sur le vélodrome de l'Est en 1894 et se voit remettre le prix.
Cependant, le développement du Grand Prix est effectif l'année suivante. Le Conseil de Paris, satisfait de l'expérience de 1894 octroie une subvention de 10 000 francs et transfère la course sur le vélodrome municipal, nouvellement inauguré dans le bois de Vincennes. Ludovic Morin en profite pour inscrire une première fois son nom au palmarès de l'épreuve, qui va bientôt devenir le Grand Prix le plus prestigieux du cyclisme sur piste.
La période 1895-1914 voit les principaux champions se succéder sur la piste en ciment du bois de Vincennes. Le public est de plus en plus nombreux. À cette époque, il était plus important d'accrocher le Grand Prix que le Championnat du monde. Le sextuple champion du monde danois Thorvald Ellegaard, double vainqueur ou le Français Émile Friol, longtemps recordman des victoires sur l'épreuve animent la course durant cette période faste pour le Grand Prix. À l'issue de la Première Guerre mondiale, de nouveaux champions font leur apparition. Lucien Michard (six victoires) et Jef Scherens (trois succès) se livrent à des faces à faces qui continuent à valoriser la réputation du Grand Prix. Avant eux Robert Spears, Ernest Kauffmann et Maurice Schilles sont les principaux protagonistes.
Louis Gérardin et Arie van Vliet prennent le relais avant de le laisser à Rousseau et autres Maspes, Morelon et Pierre Trentin (septuple vainqueur). Ces coureurs représentent l'élite de la piste des années 1960-1970.
Mais bientôt l'engouement est moindre. Dans les années 1980, dominés par les coureurs de l'Est, le public ne répond plus présent. Le temps du Grand Prix est révolu et il doit laisser sa place à l'Open des Nations à Bercy et aux épreuves de Coupe du monde.

## Palmarès
| Année | Grand Prix professionnel  | Grand Prix amateur   | Grand Prix féminin    |
| 1894  | George A. Banker          | —                    | —                     |
| 1895  | Ludovic Morin             | —                    | —                     |
| 1896  | Ludovic Morin             | —                    | —                     |
| 1897  | Ludovic Morin             | —                    | —                     |
| 1898  | Paul Bourrillon           | —                    | —                     |
| 1899  | Gian Ferdinando Tomaselli | Lucien Grognet       | —                     |
| 1900  | Edmond Jacquelin          | Albert Taillandier   | —                     |
| 1901  | Thorvald Ellegaard        | Charles Piard        | —                     |
| 1902  | Harrie Meyers             | Charles Piard        | —                     |
| 1903  | Harrie Meyers             | Agostino Granaglia   | —                     |
| 1904  | Henri Mayer               | Arthur L. Reed       | —                     |
| 1905  | Émile Friol               | Jimmy Benyon         | —                     |
| 1906  | Frank Kramer              | Francesco Verri      | —                     |
| 1907  | Émile Friol               | André Auffray        | —                     |
| 1908  | Julien Pouchois           | Émile Demangel       | —                     |
| 1909  | Émile Friol               | Maurice Schilles     | —                     |
| 1910  | Émile Friol               | William Bailey       | —                     |
| 1911  | Thorvald Ellegaard        | William Bailey       | —                     |
| 1912  | Léon Hourlier             | William Bailey       | —                     |
| 1913  | Walter Rütt               | William Bailey       | —                     |
| 1914, | Léon Hourlier             | Henri Bellivier      | —                     |
| 1920  | Robert Spears             | Maurice Peeters      | —                     |
| 1921  | Robert Spears             | Henri Bellivier      | —                     |
| 1922  | Robert Spears             | Lucien Michard       | —                     |
| 1923  | Ernest Kauffmann          | Jean Cugnot          | —                     |
| 1924  | Maurice Schilles          | Lucien Michard       | —                     |
| 1925  | Maurice Schilles          | Lucien Revelly       | —                     |
| 1926  | Lucien Faucheux           | Mathias Engel        | —                     |
| 1927  | Ernest Kauffmann          | Mathias Engel        | —                     |
| 1928  | Lucien Faucheux           | Roger Beaufrand      | —                     |
| 1929  | Lucien Faucheux           | Sydney Cozens        | —                     |
| 1930  | Lucien Michard            | Sydney Cozens        | —                     |
| 1931  | Lucien Michard            | Sydney Cozens        | —                     |
| 1932, | Lucien Michard            | Albert Richter       | —                     |
| 1933, | Jef Scherens              | Marcel Jézo          | —                     |
| 1934  | Albert Richter            | Toni Merkens         | —                     |
| 1935  | Lucien Michard            | Toni Merkens         | —                     |
| 1936  | Lucien Michard            | Jacques Avram        | —                     |
| 1937  | Jef Scherens              | Benedetto Pola       | —                     |
| 1938  | Albert Richter            | Guy Renaudin         | —                     |
| 1939. | Louis Gérardin            | Jan Derksen          | —                     |
| 1941  | Louis Gérardin            | —                    | —                     |
| 1942  | Arie van Vliet            | —                    | —                     |
| 1943  | Louis Gérardin            | Maurice Etienne      | —                     |
| 1944  | Georges Senfftleben       | Jacques Lohmüller    | —                     |
| 1945  | Marc Cautenet             | Maurice Etienne      | —                     |
| 1946  | Arie van Vliet            | Reginald Harris      | —                     |
| 1947  | Arie van Vliet            | René Faye            | —                     |
| 1948  | Arie van Vliet            | Émile Lognay         | —                     |
| 1949  | Arie van Vliet            | Émile Lognay         | —                     |
| 1950  | Jan Derksen               | Maurice Verdeun      | —                     |
| 1951  | Reginald Harris           | Enzo Sacchi          | —                     |
| 1952  | Russell Mockridge         | Russell Mockridge    | —                     |
| 1953  | Oscar Plattner            | Russell Mockridge    | —                     |
| 1954  | Enzo Sacchi               | Cyril Peacock        | —                     |
| 1955  | —                         | John Tressider       | —                     |
| 1956  | Reginald Harris           | Michel Rousseau      | —                     |
| 1957  | Jos De Bakker             | Guglielmo Pesenti    | —                     |
| 1958  | Jan Derksen               | Valentino Gasparella | —                     |
| 1959  | Enzo Sacchi               | Valentino Gasparella | —                     |
| 1960  | Antonio Maspes            | Sante Gaiardoni      | —                     |
| 1961  | Antonio Maspes            | Giuseppe Beghetto    | —                     |
| 1962  | Antonio Maspes            | André Gruchet        | —                     |
| 1963  | Antonio Maspes            | Pierre Trentin       | —                     |
| 1964  | Antonio Maspes            | Pierre Trentin       | —                     |
| 1965  | Daniel Morelon            | Pierre Trentin       | —                     |
| 1966  | —                         | Angelo Bruno         | —                     |
| 1967  | Daniel Morelon            | Pierre Trentin       | —                     |
| 1968  | Giuseppe Beghetto         | Giuseppe Beghetto    | —                     |
| 1969  | Pierre Trentin            | Pierre Trentin       | —                     |
| 1970  | —                         | Daniel Morelon       | —                     |
| 1971  | —                         | Daniel Morelon       | —                     |
| 1974  | —                         | Pierre Trentin       | —                     |
| 1975  | Giorgio Rossi             | —                    | —                     |
| 1976  | Alex Pontet               | —                    | —                     |
| 1977  | Daniel Morelon            | —                    | —                     |
| 1978  | Lutz Heßlich              | —                    | —                     |
| 1979  | Lutz Heßlich              | —                    | —                     |
| 1980  | Yvon Cloarec              | —                    | —                     |
| 1981  | Sergueï Kopylov           | —                    | —                     |
| 1982  | Michael Hübner            | —                    | Isabelle Gautheron    |
| 1983  | Lutz Heßlich              | —                    | Claudia Lommatzsch    |
| 1984  | Sergueï Kopylov           | —                    | Sandrine Lestrade     |
| 1985  | Lutz Heßlich              | —                    | Isabelle Gautheron    |
| 1986  | Bill Huck                 | —                    | Isabelle Nicoloso     |
| 1987  | Lutz Heßlich              | —                    | Natalya Krushelnytska |
| 1988  | Lutz Heßlich              | —                    | Erika Salumäe         |
| 1989  | Michael Hübner            | —                    | Galina Tsareva        |
| 1990  | Michael Hübner            | —                    | Annett Neumann        |
| 1991  | Bill Huck                 | —                    | Félicia Ballanger     |
| 1993  | Michael Hübner            | —                    | Tanya Dubnicoff       |